# Wigand Wüster
Wigand Wüster (* 11. August 1920 in Göttingen; † 29. Januar 2017) war ein deutscher Jurist und Stalingrad-Veteran.

## Werdegang
Wüster erlebte eine behütete Kindheit in Göttingen. Nach dem Abitur 1938 absolvierte er eine militärische Ausbildung bei der Feldartillerie. Mit 22 Jahren nahm er als Oberleutnant und Batteriechef innerhalb der 71. Infanterie-Division, die ein Teil der 6. Armee war, an der Schlacht von Stalingrad teil. Es folgte eine siebenjährige Kriegsgefangenschaft, unter anderem im NKWD-Lager Nr. 97 in Jelabuga, Tatarstan. Im Jahre 1950 kehrte er aus der Kriegsgefangenschaft zurück und nahm ein Jura-Studium auf, das er 1955 mit Promotion abschloss. Er kam in den Beamtenstand und ließ sich im Alter von 63 Jahren pensionieren. Schon als Jugendlicher malte er Aquarelle.
Er war verheiratet und lebte in München.

## Veröffentlichungen
- Von Charkow bis Stalingrad. Druffel & Vowinckel, Gilching 2013, 1. Aufl., ISBN 978-3-8061-1229-0
- Überleben?...war für uns nicht vorgesehen! buchwerft-verlag.de, Kiel 2011, ISBN 978-3-86342-234-9
- V adu Stalingrada, Moskva. Jauza-Press, 2010, ISBN 978-5-9955-0134-3
- Artillerist i Stalingrad. Mellemgaard, Odense 2005, ISBN 87-90958-75-6
- Schicksal der der Gesamthypothek des BGB zugrunde liegenden Forderung im Falle der Befriedigung des Gläubigers. Göttingen 1955, Dissertation
- Zeit für die Deutschen. The World of Books Ltd., Worms 1991, ISBN 3-88325-432-0